# 強くなれ (杏子の曲)
「強くなれ」（つよくなれ）は、杏子の楽曲。自身の通算3枚目のシングルとして、1994年7月21日にKi/oon Sony Recordsからリリースされた。

## 背景
前作「アネモネ」から1年3か月ぶりとなるシングルとして発表された。
カップリング曲は、フジテレビ『アジアNビート』のオープニングテーマである「迷路の街」が収録されている。

## リリース
1994年7月21日にKi/oon Sony Recordsから、8cmCDとしてリリースされた。

## 収録曲
| 全作詞: 杏子。 |                                    |           |           |                                     |      |
| #              | タイトル                           | 作詞      | 作曲      | 編曲                                | 時間 |
| 1.             | 「強くなれ」                       | 杏子      | 水島康宏  | - 松本晃彦 - コーラスアレンジ: 杏子 | 5:27 |
| 2.             | 「迷路の街」                       | 杏子      | 山崎将義  | 辻剛                                | 4:25 |
| 3.             | 「強くなれ」(カラオケ・バージョン) | 杏子      |           |                                     | 5:27 |
| 合計時間:      | 合計時間:                          | 合計時間: | 合計時間: | 15:19                               |      |

## 収録アルバム
| 収録作品                     | 発売日        | 販売元              | 規格品番    | 備考     |
| 強くなれ                     | 強くなれ      | 強くなれ            | 強くなれ    | 強くなれ |
| ---------------------------- | ------------- | ------------------- | ----------- | -------- |
| 『SWEET BOX〜Rare & Best〜』 | 1994年12月1日 | Ki/oon Sony Records | CD:KSC2-107 |          |

## メディアでの使用
| # | 曲名         | タイアップ                                      | 出典 |
| - | ------------ | ----------------------------------------------- | ---- |
| 2 | 「迷路の街」 | フジテレビ『アジアNビート』オープニング・テーマ |      |